# Aderus constrictus
Aderus constrictus é uma espécie de inseto besouro da família Aderidae. Foi descrita cientificamente por Henry Linton Fall em 1901. A identificação no género Aderus não é completamente clara, está considerado incertae sedis.

## Distribuição geográfica
Habita na Califórnia  (Estados Unidos).